# K2-240
K2-240 — одиночная звезда в созвездии Весов на расстоянии приблизительно 238 световых лет (около 73,1 парсек) от Солнца. Видимая звёздная величина звезды — +13,392m.
Вокруг звезды обращается, как минимум, две планеты.

## Характеристики
K2-240 — красный карлик спектрального класса M0,5V. Масса — около 0,58 солнечной, радиус — около 0,5 солнечного, светимость — около 0,059 солнечной. Эффективная температура — около 3850 К.

## Планетная система
В 2018 году командой астрономов, работающих с фотометрическими данными в рамках проекта Kepler K2, было объявлено об открытии планет K2-240 b и K2-240 c.